# József Nemes
József Nemes, noto anche come József Nehadoma (Budapest, 19 agosto 1911 – 17 ottobre 1987), è stato un calciatore ungherese, di ruolo attaccante.

## Carriera
Fra gli attaccanti più prolifici della sua epoca, legò indissolubilmente il nome a quello del Kispest, squadra del quartiere di Budapest in cui nacque. Vi approdò dopo un giovanile girovagare fra varie squadre e vi rimase per quasi tredici anni, interrotti soltanto da una stagione passata in Francia fra le file del Mulhouse che lo aveva notato durante un tour della sua squadra suoi in Europa Occidentale. Fu l'idolo d'infanzia di Ferenc Puskás, che ebbe occasione di prendere sotto la sua ala protettiva a partire dal 1943 quando questi cominciò, giovanissimo, ad essere aggregato alla prima squadra.
Ebbe occasione di giocare una sola gara in Nazionale: Ungheria-Grecia 11-1, in occasione della quale segnò una tripletta.